# MyBand!
MyBand! je česká hudební skupina z Trutnova, která vznikla v roce 2015. Jejich hudba je stylově zařaditelná mezi funk, rock, nebo pop. Sami svůj styl nazývají jako "YELLOW FUNK MACHINE".

## Historie
Kapela vznikla v roce 2016 jako kapela ze ZUŠ Trutnov pod vedením Tomáše Katschnera, který měl navázat na jazz-swingovou studentskou kapelu HassBand/PPP, která se rozpadla v roce 2013 a kterou až do své smrti v roce 2011 vedl Jan Haas. Začínala jako jazzová kapela o čtyřech hráčích.
V roce 2022 se od ZUŠ Trutnov odloučila a pokračuje pod vlastním vedením. V roce 2023 vydali svůj první singl s videoklip Pes. O rok později v roce 2024 kapela vydala nahrávku živého koncertu Live in TrDýlko 2024.

## Současní členové
- Adéla Ščudlová - alt. sax, zpěv
- Monika Ščudlová - příčná flétna, zpěv
- Pavla Richterová - klávesy, zpěv
- Jiří Marek Matyska - pozoun, zpěv
- Jakub Borůvka - el. kytara, zpěv
- Filip Knížek - trubka
- Petr Stránský - trubka
- Václav Jirák - baskytara
- Ondřej Adamec - bicí

## Diskografie

### Singly
- 2023 - Pes

### Živé nahrávky
- 2024 - Live in TrDýlko 2024